# 大不里士地鐵

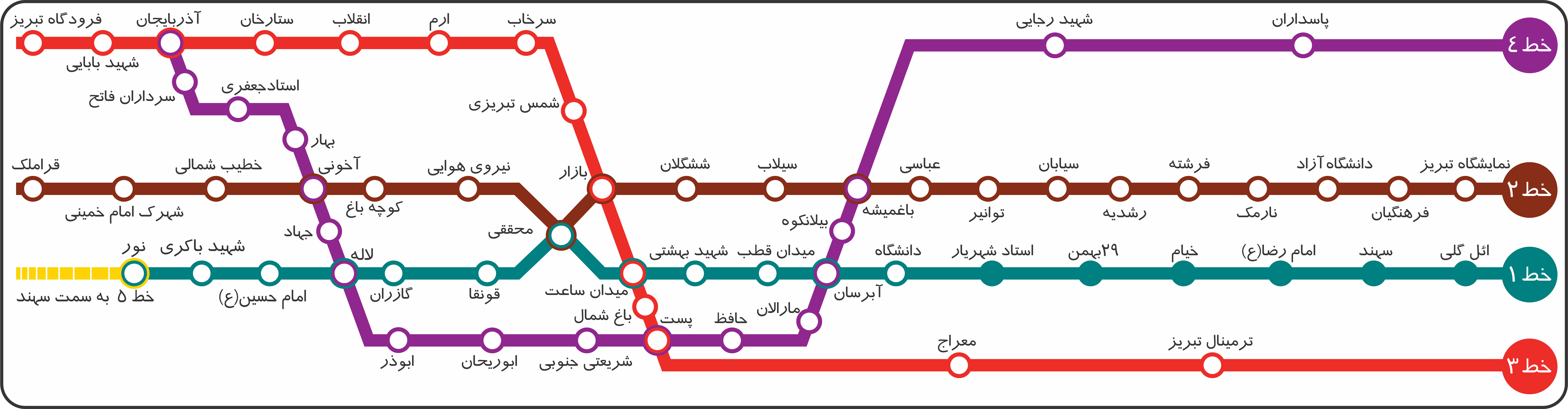
大不里士地鐵路線計畫圖

大不里士地鐵（波斯語：مترو تبریز），是伊朗東阿塞拜疆省首府大不里士的城市軌道交通系統，於2015年8月27日開始營運，目前有1條線路與18座車站，總長17.2公里。另有數條線路建設或計畫中。

## 圖集

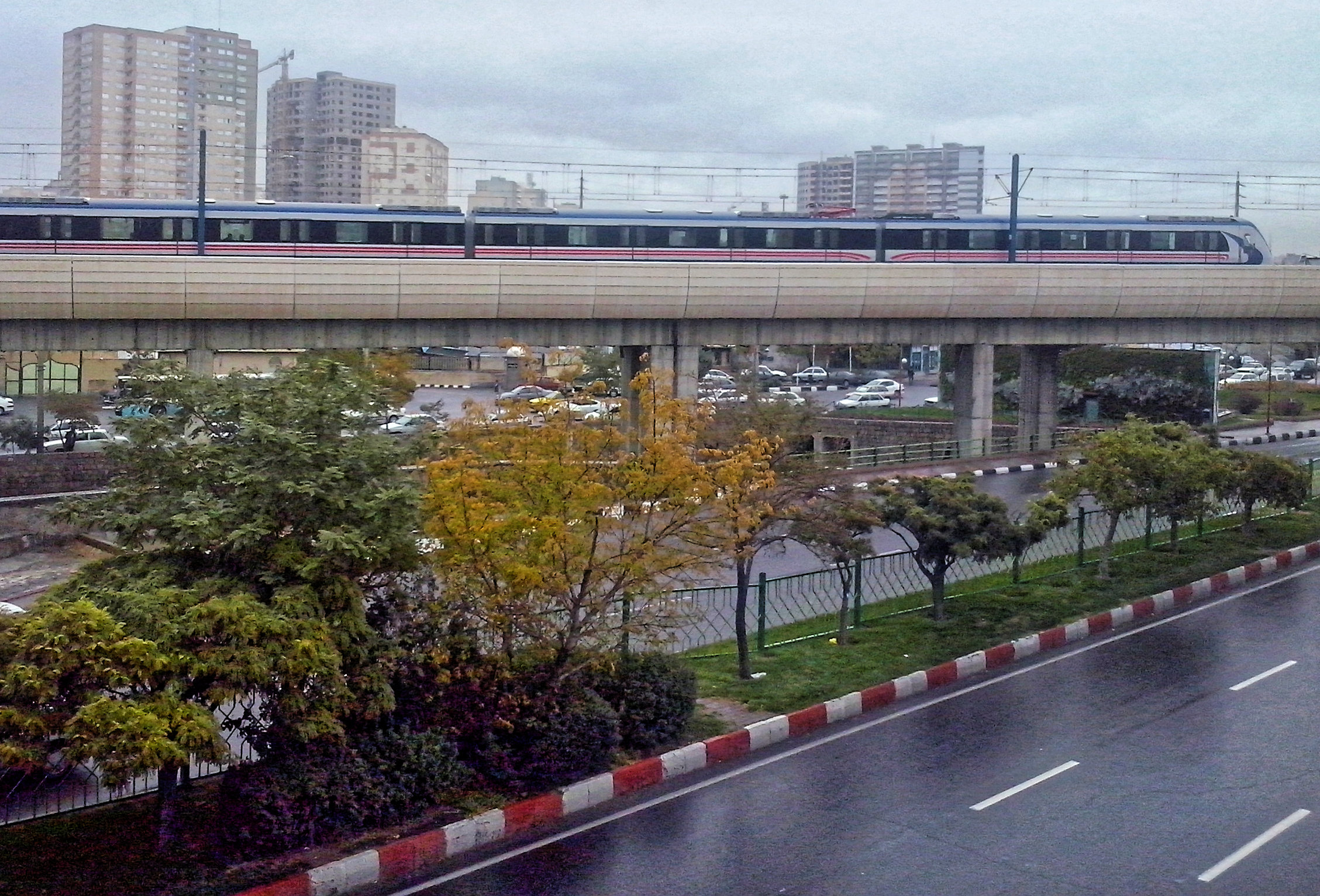
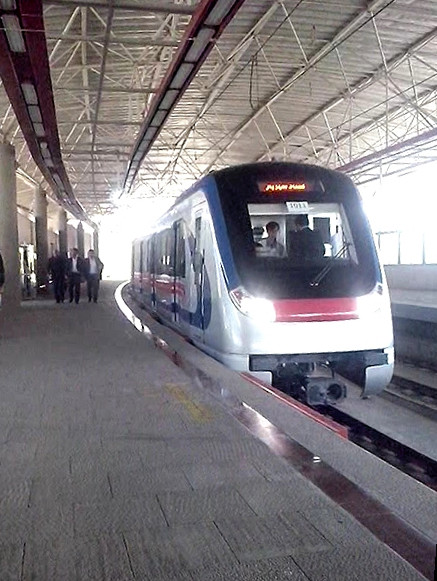
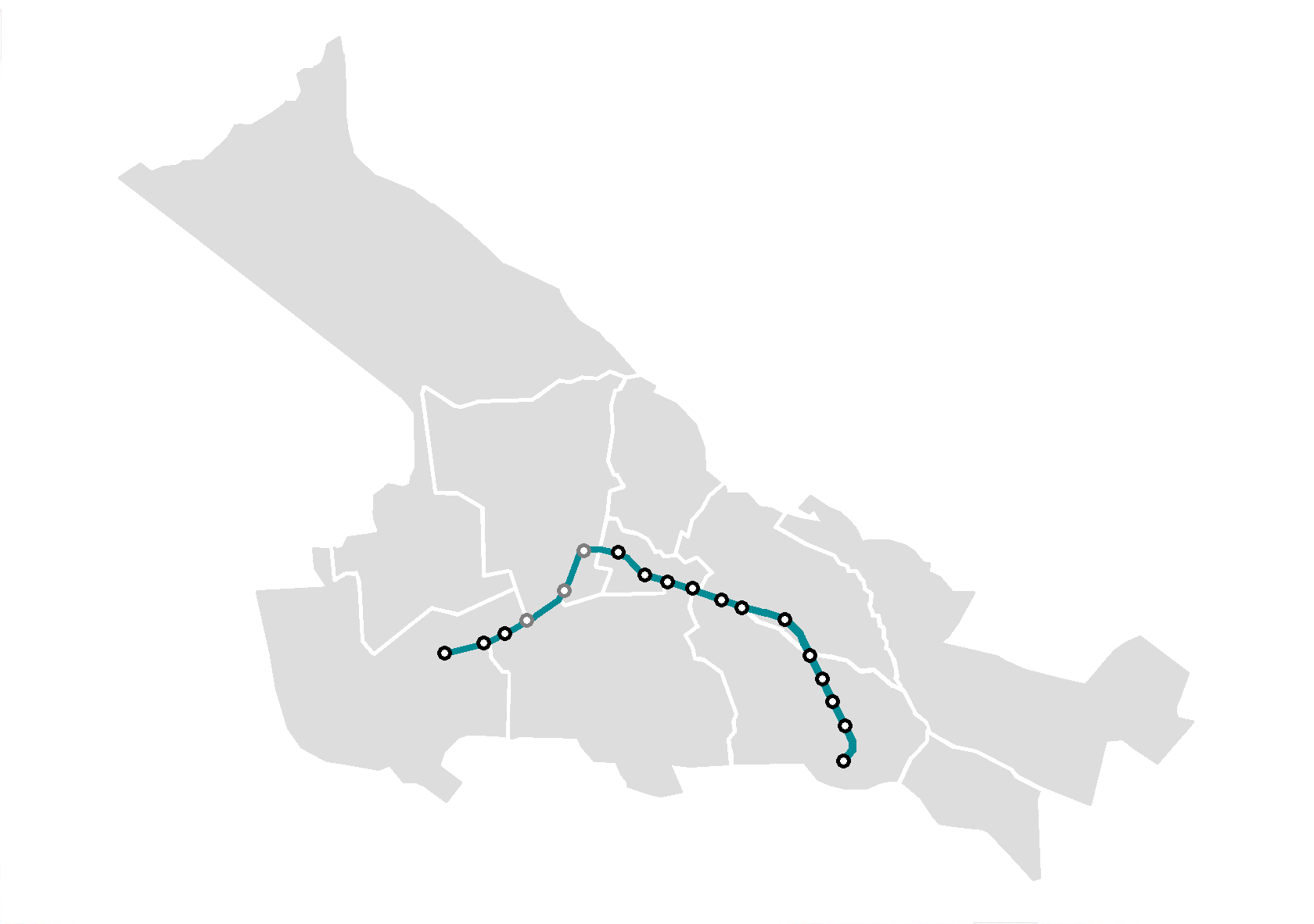